# Pinky Savitt
Pincus „Pinky“ Savitt (* 8. Juli 1919; † 27. September 1998) war ein US-amerikanischer Jazztrompeter der späten Swingära.

## Leben und Wirken
Savitt spielte ab Mitte der 1940er-Jahre in den Bigbands von Boyd Raeburn (1944), Roy Eldridge (1945), Gene Krupa (1945), Buddy Rich (1946) und Harry James (1947–50). In den 1950er-Jahren arbeitete er in Los Angeles mit Bobby Sherwood, Robert Clary, Frank Sinatra, Anita O’Day, Doris Day und Ike Carpenter. Im Bereich des Jazz war er zwischen 1944 und 1953 an 88 Aufnahmesessions beteiligt. Als Musiker war er in den Spielfilmen Land der Pharaonen (1955), Basilus - Held von Rom (1954) und Der Lohn der Mutigen (1965) zu sehen.